# 苦水河 (宁夏)
苦水河位与中国宁夏吴忠市境内，为黄河右岸一级支流。

## 地理水文
源自甘肃省环县花石山沙坡子沟脑，海拔2026m。向北流入宁夏回族自治区盐池县、同心县和吴忠市利通区境，至灵武市新华桥汇入黄河，海拔1116m。干流长224千米（其中甘肃境内21km），流域面积5 218平方千米，其中宁夏境内4 942平方千米。自上而下流经鄂尔多斯台地、黄土丘陵沟壑区、台地边缘缓坡丘陵区、洪积扇区、黄河冲击平原区。左岸支流有自记沟、余家沟、大小甜水河、赵家沟、杨目沟、双吉沟、扁担沟等8条；右岸支流有炭井沟、贺陡沟、小河、臭马井子沟、沙沟、长流水沟等6条。红沟窑以上91km为上游，属于山区型河道。红沟窑至赵家沟长65km为中游，属于冲洪积扇型河道。赵家沟至黄河68km为下游，属于冲洪积平原型河道。
年平均径流量1 550万立方米。年平均含沙量350公斤/立方米。苦水分布广。自上游至下游水质逐渐改善，主要因上游区域属于第三纪断陷储水盆地，巨厚的内陆河湖相含盐碎屑层，现代地貌相对封闭，地下径流滞缓。
流域多年平均降雨量226毫米。结冰期从11月下旬至翌年3月中旬。

## 水利工程
流域内自然条件恶劣，水土流失严重，水土流失面积占82.3%，生态环境脆弱，暴雨洪水造成的洪水漫滩、塌岸等现象严重，威胁沿河两岸群众生命财产以及农田和重大基础设施安全。苦水河防洪治理工程包括河道整治工程、治理险工险段，提高河道防洪能力，保障沿岸标准内洪水防洪安全，一般河段10年一遇，太阳山工业园区段50年一遇，郭家桥水文站防洪标准为50年一遇，吴忠市水利工程建设项目管理办公室为项目法人，共治理河道长度218公里。项目估算总投资7.0亿元。
1970年代建设了盐池县李家大湾水库等7座中小型水库。2003年建成郝家台水库。